# Habenaria maderoi
Habenaria maderoi är en orkidéart som beskrevs av Rudolf Schlechter. Habenaria maderoi ingår i släktet Habenaria och familjen orkidéer.
Artens utbredningsområde är Colombia. Inga underarter finns listade i Catalogue of Life.